# Scirpus rongchengensis
Scirpus rongchengensis là loài thực vật có hoa trong họ Cói. Loài này được F.Z.Li miêu tả khoa học đầu tiên năm 1987.